# Paul de Viru

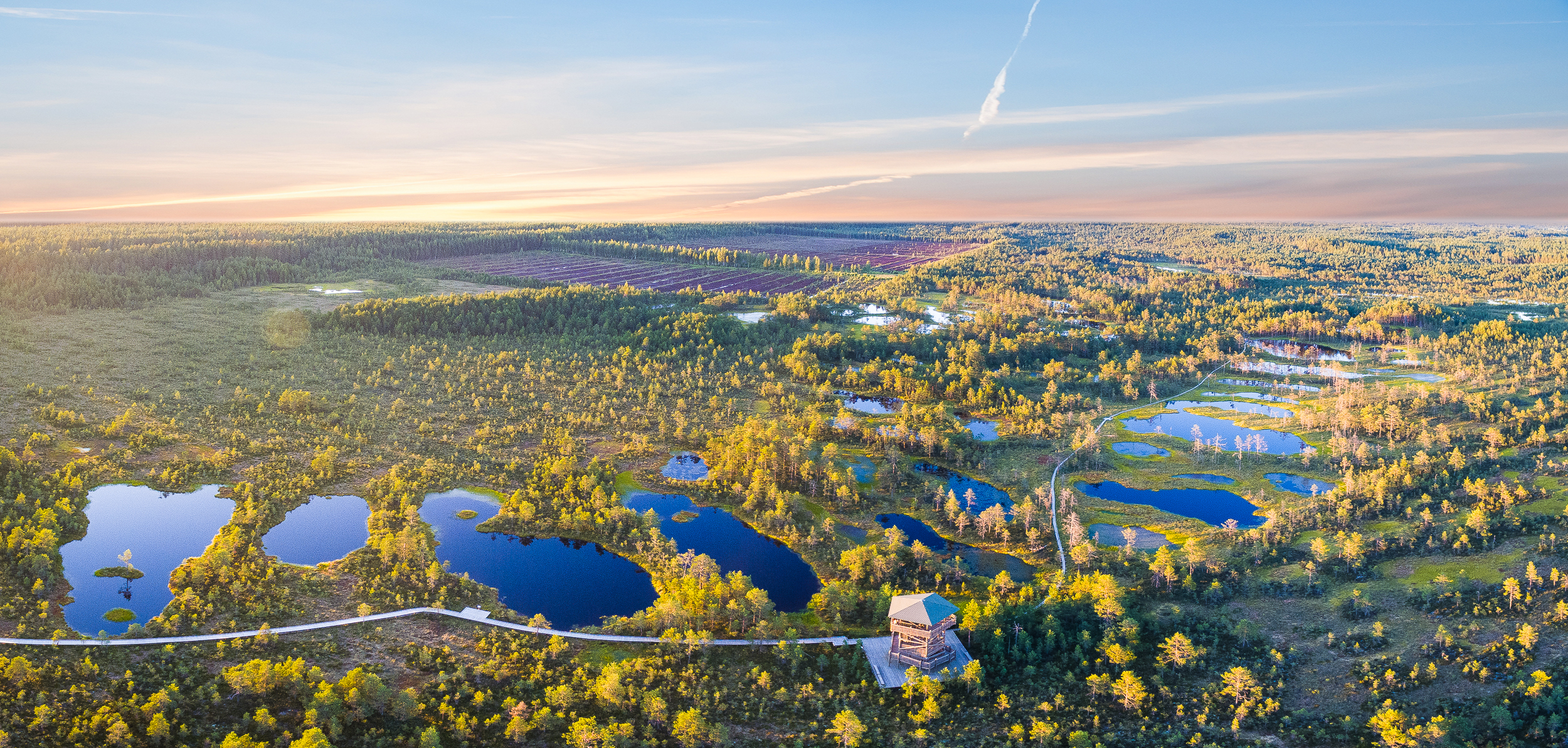
Paul de Viru, foto aérea

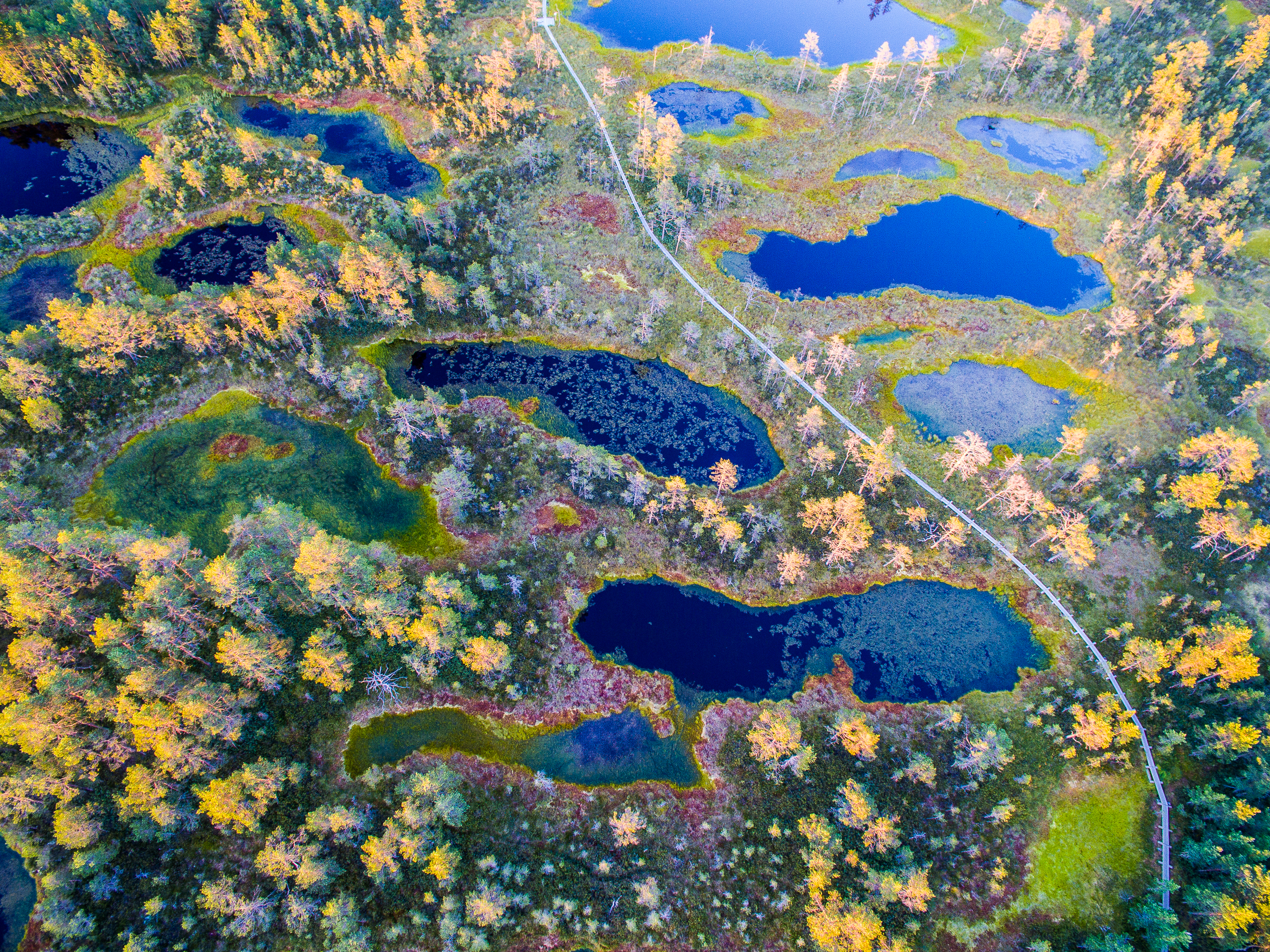
Paul de Viru, foto aérea

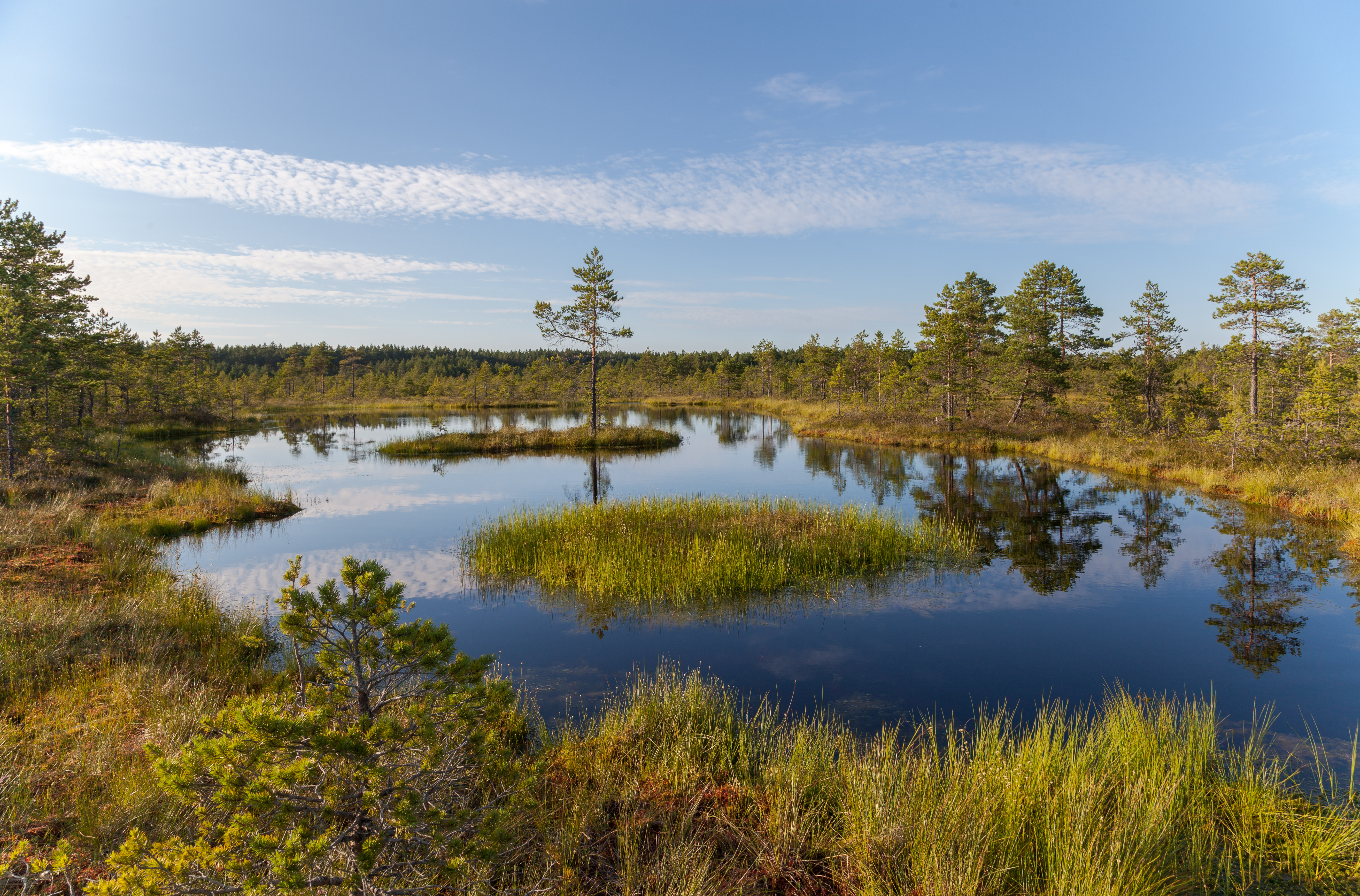
Paul de Viru

Paul de Viru

O Paul de Viru é um paul no condado de Harju, na Estónia.
A área do paul é de cerca de 235 hectares.
A espessura da camada de turfa é de cerca de 6 metros.